# Liste des députés de la préfecture de Saitama
Cette page liste les membres de la Chambre des représentants du Japon élus dans les circonscriptions de la préfecture de Saitama.

## 41elégislature(1996-2000)
Au cours de la 41e législature, les députés de la préfecture de Saitama furent les suivants :
| Circonscription | Député | Député                   | Parti politique |
| --------------- | ------ | ------------------------ | --------------- |
| 1re             |        | Hikaru Matsunaga         | PLD             |
| 2e              |        | Katsuyuki Ishida (ja)    | Shinshintō      |
| 3e              |        | Hiroshi Imai (ja)        | Shinshintō      |
| 4e              |        | Kiyoshi Ueda             | Shinshintō      |
| 5e              |        | Nobuhiko Fukunaga (ja)   | PLD             |
| 6e              |        | Kaneshige Wakamatsu (ja) | Shinshintō      |
| 7e              |        | Kiyoshi Nakano (ja)      | Shinshintō      |
| 8e              |        | Masayoshi Namiki (ja)    | Shinshintō      |
| 9e              |        | Matsushige Ōno (ja)      | PLD             |
| 10e             |        | Taimei Yamaguchi (ja)    | PLD             |
| 11e             |        | Takuji Katō (ja)         | PLD             |
| 12e             |        | Toshio Masuda (ja)       | Shinshintō      |
| 13e             |        | Shinako Tsuchiya         | SE              |
| 14e             |        | Yatarō Mitsubayashi (ja) | PLD             |

## 42elégislature(2000-2003)
Au cours de la 42e législature, les députés de la préfecture de Saitama furent les suivants :
| Circonscription | Député | Député                    | Parti politique |
| --------------- | ------ | ------------------------- | --------------- |
| 1re             |        | Kōichi Takemasa (ja)      | PDJ             |
| 2e              |        | Yoshitaka Shindō          | PLD             |
| 3e              |        | Ritsuo Hosokawa (ja)      | PDJ             |
| 4e              |        | Kiyoshi Ueda              | PDJ             |
| 5e              |        | Yukio Edano               | PDJ             |
| 6e              |        | Atsushi Ōshima (ja)       | PDJ             |
| 7e              |        | Kiyoshi Nakano (ja)       | PLD             |
| 8e              |        | Atsushi Kinoshita (ja)    | PDJ             |
| 9e              |        | Matsushige Ōno (ja)       | PLD             |
| 10e             |        | Taimei Yamaguchi (ja)     | PLD             |
| 11e             |        | Ryūji Koizumi             | SE              |
| 12e             |        | Toshio Kojima (ja)        | PLD             |
| 13e             |        | Shinako Tsuchiya          | SE              |
| 14e             |        | Takashi Mitsubayashi (ja) | PLD             |

## 43elégislature(2003-2005)
Au cours de la 43e législature, les députés de la préfecture de Saitama furent les suivants :
| Circonscription | Député | Député                    | Parti politique | Mandat    |
| --------------- | ------ | ------------------------- | --------------- | --------- |
| 1re             |        | Kōichi Takemasa (ja)      | PDJ             |           |
| 2e              |        | Katsuyuki Ishida (ja)     | PDJ             |           |
| 3e              |        | Ritsuo Hosokawa (ja)      | PDJ             |           |
| 4e              |        | Hideo Jinpū (ja)          | PDJ             |           |
| 5e              |        | Yukio Edano               | PDJ             |           |
| 6e              |        | Atsushi Ōshima (ja)       | PDJ             |           |
| 7e              |        | Yasuko Komiyama (ja)      | PDJ             |           |
| 8e              |        | Masanori Arai (ja)        | PLD             | 2003-2004 |
| 8e              |        | Masahiko Shibayama        | PLD             | 2004-2005 |
| 9e              |        | Matsushige Ōno (ja)       | PLD             |           |
| 10e             |        | Taimei Yamaguchi (ja)     | PLD             |           |
| 11e             |        | Ryūji Koizumi             | PLD             |           |
| 12e             |        | Toshio Masuda (ja)        | PLD             |           |
| 13e             |        | Shinako Tsuchiya          | PLD             |           |
| 14e             |        | Takashi Mitsubayashi (ja) | PLD             |           |
| 15e             |        | Satoshi Takayama (ja)     | PDJ             |           |

## 44elégislature(2005-2009)
Au cours de la 44e législature, les députés de la préfecture de Saitama furent les suivants :
| Circonscription | Député | Député                    | Parti politique |
| --------------- | ------ | ------------------------- | --------------- |
| 1re             |        | Kōichi Takemasa (ja)      | PDJ             |
| 2e              |        | Yoshitaka Shindō          | PLD             |
| 3e              |        | Hiroshi Imai (ja)         | PLD             |
| 4e              |        | Chūkō Hayakawa            | PLD             |
| 5e              |        | Yukio Edano               | PDJ             |
| 6e              |        | Atsushi Ōshima (ja)       | PDJ             |
| 7e              |        | Kiyoshi Nakano (ja)       | PLD             |
| 8e              |        | Masahiko Shibayama        | PLD             |
| 9e              |        | Matsushige Ōno (ja)       | PLD             |
| 10e             |        | Taimei Yamaguchi (ja)     | PLD             |
| 11e             |        | Etsuji Arai (ja)          | PLD             |
| 12e             |        | Toshio Kojima (ja)        | PLD             |
| 13e             |        | Shinako Tsuchiya          | PLD             |
| 14e             |        | Takashi Mitsubayashi (ja) | PLD             |
| 15e             |        | Ryōsei Tanaka (ja)        | PLD             |

## 45elégislature(2009-2012)
Au cours de la 45e législature, les députés de la préfecture de Saitama furent les suivants :
| Circonscription | Député | Député                   | Parti politique |
| --------------- | ------ | ------------------------ | --------------- |
| 1re             |        | Kōichi Takemasa (ja)     | PDJ             |
| 2e              |        | Katsuyuki Ishida (ja)    | PDJ             |
| 3e              |        | Ritsuo Hosokawa (ja)     | PDJ             |
| 4e              |        | Hideo Jinpū (ja)         | PDJ             |
| 5e              |        | Yukio Edano              | PDJ             |
| 6e              |        | Atsushi Ōshima (ja)      | PDJ             |
| 7e              |        | Yasuko Komiyama (ja)     | PDJ             |
| 8e              |        | Masatoshi Onozuka (ja)   | PDJ             |
| 9e              |        | Fumihiko Igarashi (ja)   | PDJ             |
| 10e             |        | Tetsuhisa Matsuzaki (ja) | PDJ             |
| 11e             |        | Ryūji Koizumi            | SE              |
| 12e             |        | Hiranao Honda (ja)       | PDJ             |
| 13e             |        | Yōichirō Morioka (ja)    | PDJ             |
| 14e             |        | Jō Nakano (ja)           | PDJ             |
| 15e             |        | Satoshi Takayama (ja)    | PDJ             |

## 46elégislature(2012-2014)
Au cours de la 46e législature, les députés de la préfecture de Saitama furent les suivants :
| Circonscription | Député | Député                   | Parti politique |
| --------------- | ------ | ------------------------ | --------------- |
| 1re             |        | Hideki Murai (ja)        | PLD             |
| 2e              |        | Yoshitaka Shindō         | PLD             |
| 3e              |        | Hitoshi Kikawada (ja)    | PLD             |
| 4e              |        | Mayuko Toyota            | PLD             |
| 5e              |        | Yukio Edano              | PDJ             |
| 6e              |        | Kazuyuki Nakane (ja)     | PLD             |
| 7e              |        | Saichi Kamiyama (ja)     | PLD             |
| 8e              |        | Masahiko Shibayama       | PLD             |
| 9e              |        | Taku Ōtsuka (ja)         | PLD             |
| 10e             |        | Taimei Yamaguchi (ja)    | PLD             |
| 11e             |        | Ryūji Koizumi            | SE              |
| 12e             |        | Atsushi Nonaka (ja)      | PLD             |
| 13e             |        | Shinako Tsuchiya         | PLD             |
| 14e             |        | Hiromi Mitsubayashi (ja) | PLD             |
| 15e             |        | Ryōsei Tanaka (ja)       | PLD             |

## 47elégislature(2014-2017)
Au cours de la 47e législature, les députés de la préfecture de Saitama furent les suivants :
| Circonscription | Député | Député                   | Parti politique |
| --------------- | ------ | ------------------------ | --------------- |
| 1re             |        | Hideki Murai (ja)        | PLD             |
| 2e              |        | Yoshitaka Shindō         | PLD             |
| 3e              |        | Hitoshi Kikawada (ja)    | PLD             |
| 4e              |        | Mayuko Toyota            | PLD             |
| 5e              |        | Yukio Edano              | PDJ             |
| 6e              |        | Atsushi Ōshima (ja)      | PDJ             |
| 7e              |        | Saichi Kamiyama (ja)     | PLD             |
| 8e              |        | Masahiko Shibayama       | PLD             |
| 9e              |        | Taku Ōtsuka (ja)         | PLD             |
| 10e             |        | Taimei Yamaguchi (ja)    | PLD             |
| 11e             |        | Ryūji Koizumi            | SE              |
| 12e             |        | Atsushi Nonaka (ja)      | PLD             |
| 13e             |        | Shinako Tsuchiya         | PLD             |
| 14e             |        | Hiromi Mitsubayashi (ja) | PLD             |
| 15e             |        | Ryōsei Tanaka (ja)       | PLD             |

## 48elégislature(2017-2021)
Au cours de la 48e législature, les députés de la préfecture de Saitama furent les suivants :
| Circonscription | Député | Député                   | Parti politique |
| --------------- | ------ | ------------------------ | --------------- |
| 1re             |        | Hideki Murai (ja)        | PLD             |
| 2e              |        | Yoshitaka Shindō         | PLD             |
| 3e              |        | Hitoshi Kikawada (ja)    | PLD             |
| 4e              |        | Yasushi Hosaka (ja)      | PLD             |
| 5e              |        | Yukio Edano              | PDC             |
| 6e              |        | Atsushi Ōshima (ja)      | PE              |
| 7e              |        | Saichi Kamiyama (ja)     | PLD             |
| 8e              |        | Masahiko Shibayama       | PLD             |
| 9e              |        | Taku Ōtsuka (ja)         | PLD             |
| 10e             |        | Taimei Yamaguchi (ja)    | PLD             |
| 11e             |        | Ryūji Koizumi            | SE              |
| 12e             |        | Atsushi Nonaka (ja)      | PLD             |
| 13e             |        | Shinako Tsuchiya         | PLD             |
| 14e             |        | Hiromi Mitsubayashi (ja) | PLD             |
| 15e             |        | Ryōsei Tanaka (ja)       | PLD             |

## 49elégislature(2021-2024)
Au cours de la 49e législature, les députés de la préfecture de Saitama furent les suivants :
| Circonscription | Député | Député                   | Parti politique |
| --------------- | ------ | ------------------------ | --------------- |
| 1re             |        | Hideki Murai (ja)        | PLD             |
| 2e              |        | Yoshitaka Shindō         | PLD             |
| 3e              |        | Hitoshi Kikawada (ja)    | PLD             |
| 4e              |        | Yasushi Hosaka (ja)      | PLD             |
| 5e              |        | Yukio Edano              | PDC             |
| 6e              |        | Atsushi Ōshima (ja)      | PDC             |
| 7e              |        | Hideyuki Nakano (ja)     | PLD             |
| 8e              |        | Masahiko Shibayama       | PLD             |
| 9e              |        | Taku Ōtsuka (ja)         | PLD             |
| 10e             |        | Susumu Yamaguchi (ja)    | PLD             |
| 11e             |        | Ryūji Koizumi            | PLD             |
| 12e             |        | Toshikazu Morita (ja)    | PDC             |
| 13e             |        | Shinako Tsuchiya         | PLD             |
| 14e             |        | Hiromi Mitsubayashi (ja) | PLD             |
| 15e             |        | Ryōsei Tanaka (ja)       | PLD             |

## 50elégislature(depuis 2024)
Au cours de la 50e législature, les députés de la préfecture de Saitama sont les suivants :
| Circonscription | Député | Député                  | Parti politique |
| --------------- | ------ | ----------------------- | --------------- |
| 1re             |        | Hideki Murai (ja)       | PLD             |
| 2e              |        | Yoshitaka Shindō        | PLD             |
| 3e              |        | Hitoshi Kikawada (ja)   | PLD             |
| 4e              |        | Yasushi Hosaka (ja)     | PLD             |
| 5e              |        | Yukio Edano             | PDC             |
| 6e              |        | Atsushi Ōshima (ja)     | PDC             |
| 7e              |        | Yasuko Komiyama (ja)    | PDC             |
| 8e              |        | Masahiko Shibayama      | PLD             |
| 9e              |        | Shinji Sugimura (ja)    | PDC             |
| 10e             |        | Yūnosuke Sakamoto (ja)  | PDC             |
| 11e             |        | Ryūji Koizumi           | PLD             |
| 12e             |        | Toshikazu Morita (ja)   | PDC             |
| 13e             |        | Mikihiko Hashimoto (ja) | PDP             |
| 14e             |        | Yoshihiro Suzuki (ja)   | PDP             |
| 15e             |        | Ryōsei Tanaka (ja)      | PLD             |
| 16e             |        | Shinako Tsuchiya        | PLD             |